# Branislav Stamenković
Branislav »Branaa« Stamenković, [[srpski [košarkar]] in trener, * 7. december 1954, Borovo naselje, Vukovar, Hrvaška.

## Igralska kariera
Stamenković je nekdanji košarkar KK Vukovar, KK Jugoplastika Split, KK Crvena zvezda Beograd, OKK Beograd, KK Borovo in Jugoslovanske košarkarske reprezentance. V času igralske kariere ga je igral pod vodstvom trenerjev, kot so Petar Skansi, Ranko Žeravica, Bratislav Đorđević in Božidar Maljković Pred prestopom v Crveno zvezdo je v sezoni 1975/76 z ekipo Jugoplastike Split osvojil naslov zmagovalca evropskega pokala. Z jugoslovansko reprezentanco je osvojil tudi zlato medaljo na Balkanskem prvenstvu - Balkanijadi. V času igranja za ekipo Crvene zvezde je diplomiral košarko na visoki trenerski šoli v Sarajevu.

## Trenerska kariera
Po končani igralski karieri je začel delovati kot košarkarski trener, najprej v rodnem Borovem naselju v Vukovarju, kjer je z mladinsko ekipo KK Borovo postal republiški prvak SR Hrvaške in se tako uvrstil na zaključni turnir mladinskih ekip SFR Jugoslavije. V sezoni 1988/89 je s člansko ekipo KK Borovo seznzacionalno izločil ekipo Bosne iz Sarajeva v četrtfinalu pokala Jugoslavije in se tako uvrstil v polfinale, kjer je bil boljši kasnejši pokalni prvak beograjski Partizan.
Po letu 1997 se je preselil v Beograd, kjer je nadaljeval svojo trenersko kariero v mlajših kategorijah več beograjskih klubov, med drugim v prvoligašu Mega Vizuri. Zaradi dobrega dela je dobil možnost postati vodja mladinskega pogona KK Hemofarm Vršac, vendar se je odločil ostati v Beogradu, kjer je nadaljeval delo z mladinsko in člansko vrsto KK Sava Beograd. Z mladinsko ekipo KK Sava je osvojil naslov prvaka Beograda. Po odhodu iz KK Sava je odšel v najstarejši beograjski športni klub KK Bask Beograd, kjer dela z mladimi ekipami kluba. Znan je tudi kot mentor več mladim košarkarskim trenerjem.Trenutno je trener u KK Ras u Beogradu